# Казахстанско-литовские отношения
Казахстанско-литовские отношения — двусторонние дипломатические отношения между Республикой Казахстан и Литовской Республикой.

## История
Дипломатические отношения были установлены 15 июня 1992 года. В ноябре 1993 года было открыто посольство Литвы в Казахстане, также 7 ноября 1993 года в Алматы был подписан Договор между Республикой Казахстан и Литовской Республикой о взаимопонимании и сотрудничестве. В июле 1995 года было открыто посольство Казахстана в Литве.
Первый президент Казахстана Нурсултан Назарбаев посещал Литву 2 раза с официальными визитами — 9 августа 1994 года и 4—6 апреля 2001 года. Во время визита в 2001 году Назарбаев встретился с президентом Литвы Валдасом Адамкусом, премьер-министром Литвы Роландасом Паксасом, председателем Сейма Артурасом Паулаускасом. Он также принял участие в возложении венков к Мемориалу памяти павших за независимость Литвы, выступил на пленарной сессии Сейма, открыл фотовыставку, посвящённую 10-летию независимости Казахстана, дал интервью литовскому телевидению, посетил новый морской нефтяной терминал «Бутинге», город Палангу и посёлок Ниду.
Президенты Литвы во время президентства Назарбаева посещали Казахстан 5 раз: официальные визиты Альгирдаса Бразаускаса в ноябре 1993 года и 7 марта 1997 года, государственный визит Валдаса Адамкуса 11 мая 2000 года, участие Дали Грибаускайте в работе Астанинского Саммита ОБСЕ 1 декабря 2010 года, официальный визит Дали Грибаускайте 6 октября 2011 года.
В мае 2000 года во время официального визита президента Литвы Адамкуса в Казахстан, он просил президента Назарбаева узнать о судьбе 300 литовцев, которые в 1940—1950 годы подверглись репрессиям и были сосланы в Казахстан. Во время официального визита Назарбаева в Литву в 2001 году он вручил Адамкусу документы и архивные материалы, в казахстанских архивах были найдены материалы о 80 человек из списка, переданного литовской стороной, а также документы ещё на 114 литовцев, которые не были указаны в запросе.
20 сентября 2022 года президент Казахстана Касым-Жомарт Токаев и президент Литвы Гитанас Науседа провели встречу во время 77-й Генеральной Ассамблеи ООН в Нью-Йорке.

## Экономические отношения
Начиная с 2017 года Литва входит в десятку крупнейших торговых партнёров Казахстана в странах Европейского Союза и в тридцатку крупнейших партнёров в мире. За 2022 год товарооборот между Казахстаном и Литвой составил 585,9 млн долларов США, за 2023 год — 223,6 млн долларов США. Экспорт из Казахстана в Литву составил 446,3 млн долларов США за 2022 год и 92,9 млн долларов США за 2023 год. Импорт в Казахстан из Литвы в 2023 году составил 130,7 млн долларов США.

## Послы Казахстана в Литве
1. Саят Бейсенов (1995—1997)
2. Икрам Адырбеков (1997—2002)
3. Рашид Ибраев (2002—2006)
4. Тлеухан Кабдрахманов (2006—2008)
5. Галымжан Койшибаев (2008—2012)
6. Бауржан Мухамеджанов (2013—2018)
7. Виктор Темирбаев (2018—2019)
8. Тимур Пиримбетов (2019—2022)
9. Тимур Уразаев (2022—н. в.)

## Послы Литвы в Казахстане
1. Витаутас Эйнорис (1993—1994)
2. Юозас Ашембергас (1995—1997)
3. Виргилиус Владисловас Буловас (1997—2001)
4. Ромуальдас Високавичюс (2003—2007)
5. Ромуальдас Козыровичус (2007—2010)
6. Рокас Бернотас (2010—2014)
7. Витаутас Наудужас (2014—2018)
8. Гинтаутас Васюлис (2018—2023)
9. Эгидиюс Навикас (2023 — н. в.)